# 키티 카리슬

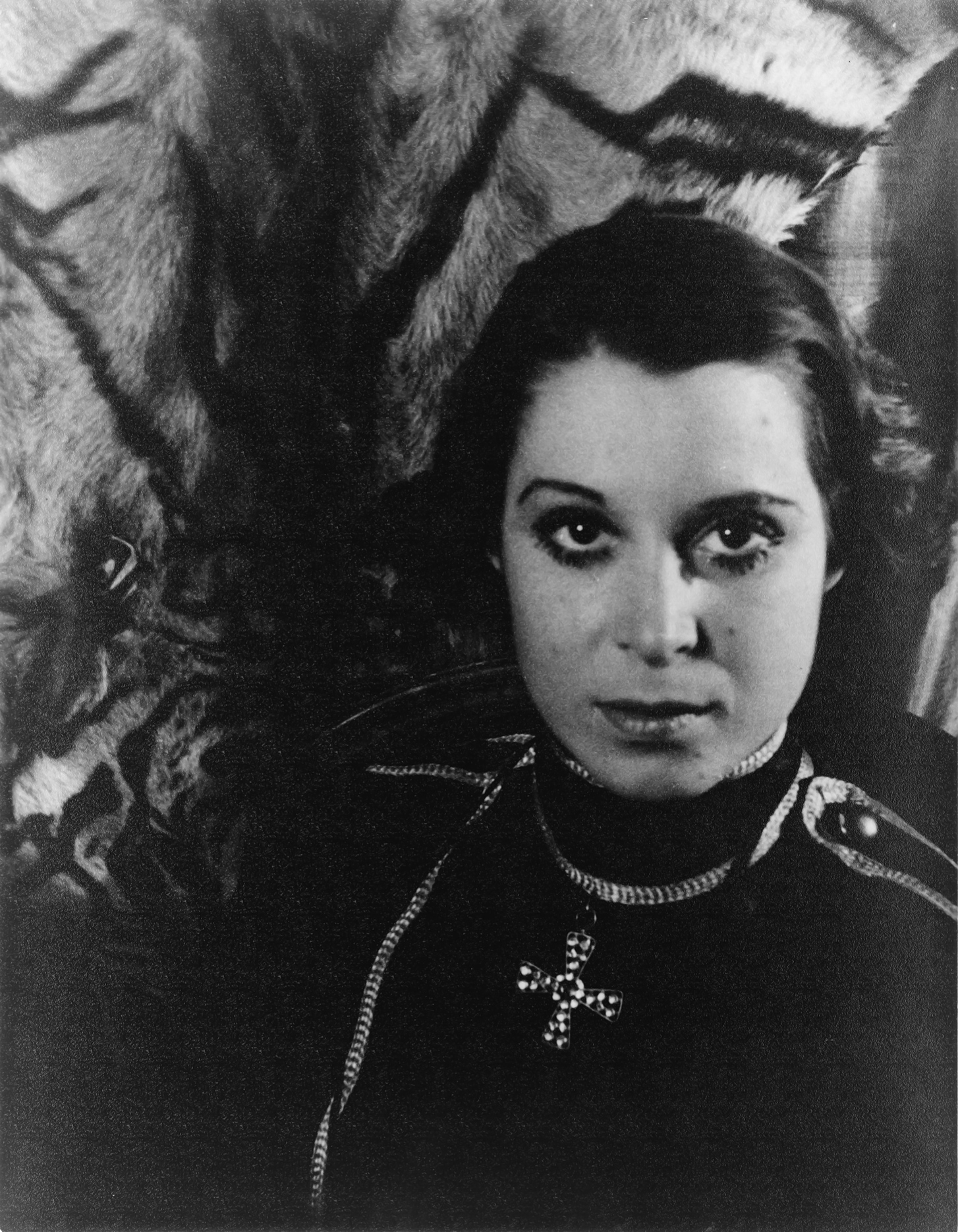

키티 카리슬(Kitty Carlisle, 1910년 9월 3일 ~ 2007년 4월 17일)는 미국의 배우, 가수, 음악가, 오페라 가수, 사교계 명사, 영화배우, 텔레비전 배우, 연극 배우이다.
뉴올리언스에서 태어났으며 뉴욕에서 사망하였다. 사인은 심부전이다.

## 영화
- 아메리칸 마스터즈 (1983년) - 본인 역
- 헐리우드 캔틴 (1944년)
- 오페라의 밤 (1935년)
- 쉬 러브스 미 낫 (1934년)
- 히어 이즈 마이 하트 (1934년)